# The Complete Singles Collection 1994-2000
The Complete Singles Collection 1994–2000 is het tweede verzamelalbum van de hardcore punk band The Unseen. Het album werd uitgegeven op 1 oktober 2002 door het kleine label Punkcore Records. Het bevat de vroege singles en ouder materiaal van de band dat nog niet eerder was uitgegeven.

## Nummers
1. "Stand Up And Fight" - 2:18
2. "Stay Gold" - 1:42
3. "Unseen Class" - 1:18
4. "So This Is Freedom?" - 2:59
5. "Goodbye America" - 3:04
6. "D.I.Y." - 1:54
7. "Fuck The KKK" - 0:59
8. "Ignorance" - 0:45
9. "Disgust" - 1:26
10. "Stand" - 1:25
11. "Protect and Serve" - 1:40
12. "Who's Who?" - 1:03
13. "Boston United" - 1:12
14. "Keep Us Down" - 1:22
15. "Scumbag" - 1:04
16. "Preacher" - 1:25
17. "Countdown" - 1:35
18. "I Don't Care" - 1:03
19. "Addiction" - 1:55
20. "Preacher" - 1:18
21. "Countdown" - 1:32
22. "Scumbag" - 1:05
23. "Stand" - 1:18
24. "Choke's Dead, You're Next" - 1:40
25. "Hitler Was A Vampire" - 1:18
26. "Unseen Class" - 1:25
27. "Jaded" - 1:35
28. "A.D.D." - 0:55
29. "Woman Beater" - 0:43

## Band
- Marc Carlson - zang
- Mark Unseen - drums, zang
- Paul Russo - gitaar, drums, zang
- Tripp Underwood - basgitaar, zang